# Krasnovia longiloba
Krasnovia longiloba là một loài thực vật có hoa trong họ Hoa tán. Loài này được (Kar. & Kir.) Popov ex Schischk. mô tả khoa học đầu tiên năm 1950.